# Sportåret 1898

## Händelser

### Allmänt
- 8 september - I Sverige invigs Stockholms första civila idrottsarena, Stockholms idrottspark. Tidigare hade idrott endast förekommit bland militärer [1].

### Bandy
- Okänt datum – Ryssland antar sina första bandyregler.[2]

### Baseboll
- Boston Beaneaters vinner National League.[3]

### Dragkamp
- Okänt datum - Svenska mästerskap i dragkamp avhålls för första gången.

### Fotboll
- 30 juli - Örgryte IS blir svenska mästare efter finalseger med 3–0 över AIK. Matchen spelas på Ladugårdsgärdet i Stockholm.[4]
- 4 december - En Schweiz spelar sin första, om än inofficiella, landskamp i fotboll, då man i Basel besegrar en sydtysk kombination med 3-1.[5]

### Friidrott
- Okänt datum - Ronald J. MacDonald vinner Boston Marathon[6]

### Hastighetsåkning på skridskor
- 6-7 februari - De nionde världsmästerskapen i hastighetsåkning på skridskor för herrar anordnades i Davos i Schweiz  med 12 deltagare från sex länder.

### Hästsport
- 4 maj - Vid 24:e Kentucky Derby vinner Willie Simms på Plaudit med tiden 2.09.[7]

## Födda
- 24 september - Harry Persson, svensk tungviktsboxare.

### Fotnoter
1. ↑  Bolletinen - Hundra år sedan den svenska seriepremiären!
2. ↑  ”Russia” (på engelska). Bandytipset. https://www.oocities.org/~bandytips/English/Russia.html. Läst 2 september 2011.
3. ↑  ”The 1898 Season” (på engelska). Retrosheet. http://www.retrosheet.org/boxesetc/1898/Y_1898.htm. Läst 19 juli 2015.
4. ↑  Jimmy Lindahl (10 mars 2000). ”Svenska mästare i fotboll 1896–1925”. Bolletinen. http://www.bolletinen.se/sfs/allsvenskan/sm1896.pdf. Läst 10 oktober 2011.
5. ↑  ”RSSSF”. http://www.rsssf.com/tablesz/zwit-others-intres.html. Läst 20 augusti 2011.
6. ↑  ”Boston Marathon History: 1897-1900”. www.baa.org. Boston: Boston Athletic Association. 2011. Arkiverad från originalet den 10 april 2013. https://web.archive.org/web/20130410224153/http://www.baa.org/races/boston-marathon/boston-marathon-history/race-summaries/1897-1900.aspx. Läst 2 mars 2011.
7. ↑  ”Chronology of Sports”. Arkiverad från originalet den 4 oktober 2011. https://web.archive.org/web/20111004143035/http://worldtimeline.info/sports/spor1890.htm. Läst 19 juli 2011.